# Örebro södra station
Örebro södra station (Södra station, Örebro Södra, Örebro S)  är en järnvägsstation i Örebro. Stationen ligger i södra Örebro, mellan Östra bangatan och Svartå bangata. Örebro S är numera nedklassat till hållställe inom driftplatsen Örebro Central.

## Historik
Stationen invigdes samtidigt med banan Örebro–Svartå Järnväg, 1897. Dessförinnan hade det vid Rudbecksgatan funnits en enklare hållplats för tågen mot Hallsberg.
År 1901 blev Södra station ändstation för Norra Östergötlands Järnvägar. Samma år erhölls koncession för persontrafik på Örebro–Skebäcks Järnväg, som år 1904 även öppnades för godstrafik. Godstrafik förekommer fortfarande i liten skala på denna järnväg.
Stationen betjänade trafik på Statsbanan Hallsberg–Örebro, som numera är en del av Godsstråket genom Bergslagen. Södra station är belägen endast 1 km söder om Örebro centralstation som är den huvudsakliga järnvägsstationen för Örebro. I början av 1990-talet beslutade Statens Järnvägar (SJ) därför om att sluta göra uppehåll vid stationen.[källa behövs]  Några år senare ändrades detta beslut, och idag är stationen åter i bruk.

## Dödsolyckor
Den 1 maj 2015 omkom en 22-årig kvinna strax före klockan ett på natten, efter att hon blev påkörd av ett tåg vid Södra station.
Den 1 december 2017 inträffade en dödsolycka vid stationen, när en man blev påkörd av ett godståg när han korsade spåren. Efter en utredning konstaterade Trafikverket att korsningen var farlig och skulle ersättas med en tillfällig bro tills en permanent undergång kunde byggas. Bron av rödmålat stål med skärmar av glas stod färdig i maj 2019. Resenärer måste fortfarande korsa spåren från östra sidan för att ta sig till perrongen, men det går inte längre att passera till västra sidan av järnvägen.
Vid 23-tiden den 28 februari 2024 inträffade en olycka där tre personer avled när de efter avstigning korsade spåret och blev påkörda av ett förbipasserande godståg. Vid samtliga olyckor har resenärer inte uppmärksammat eller åtlytt ljus- och ljudsignalerna på stationen som varnat för tågen vid den övergången. Övergången saknar bommar. Problemet är att det är dubbelspår, och att fotgängare korsat mot rött i tro att signalerna avser det just passerade persontåget. Men det kan även komma tåg på det andra spåret som kan skymmas av det passerade just avgångna persontåget.

## Galleri

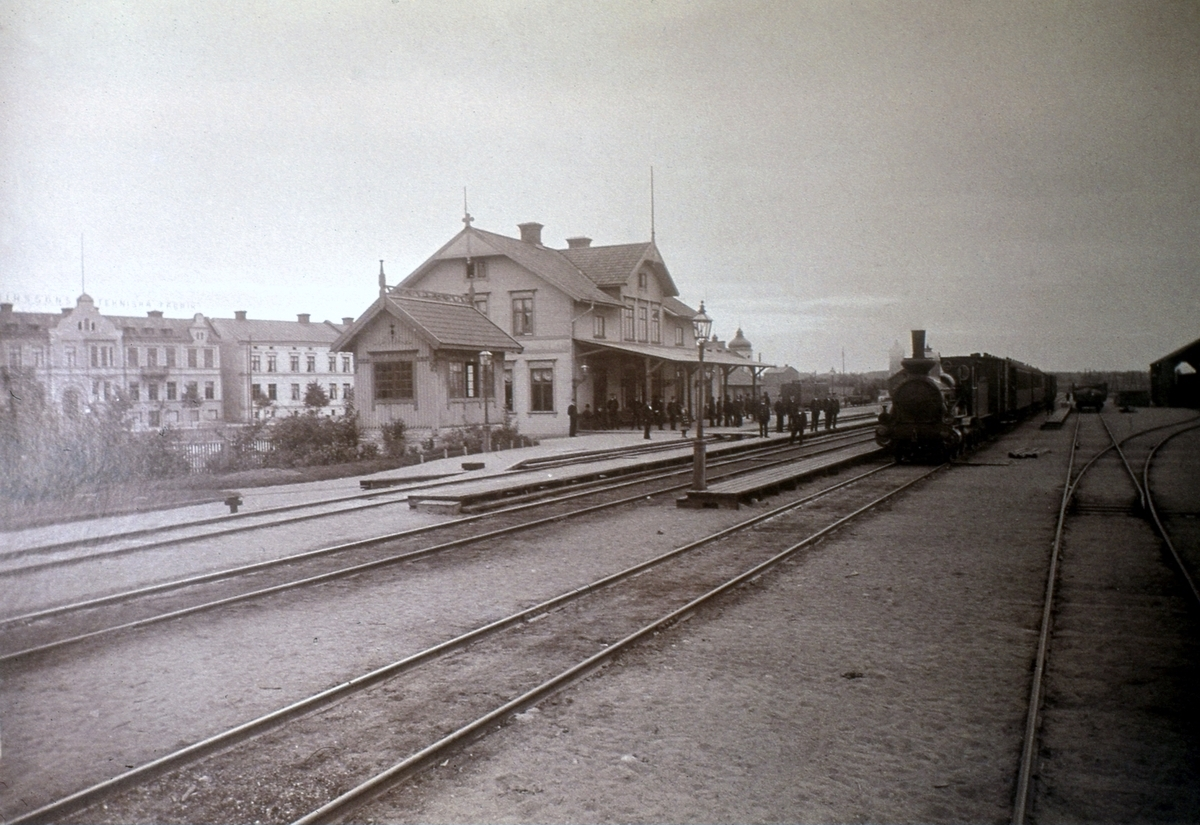
Ånglok vid Örebro södra station, årtal okänt.
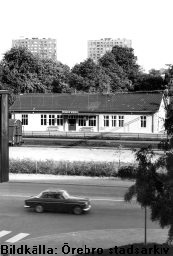
Örebro södra station år 1963
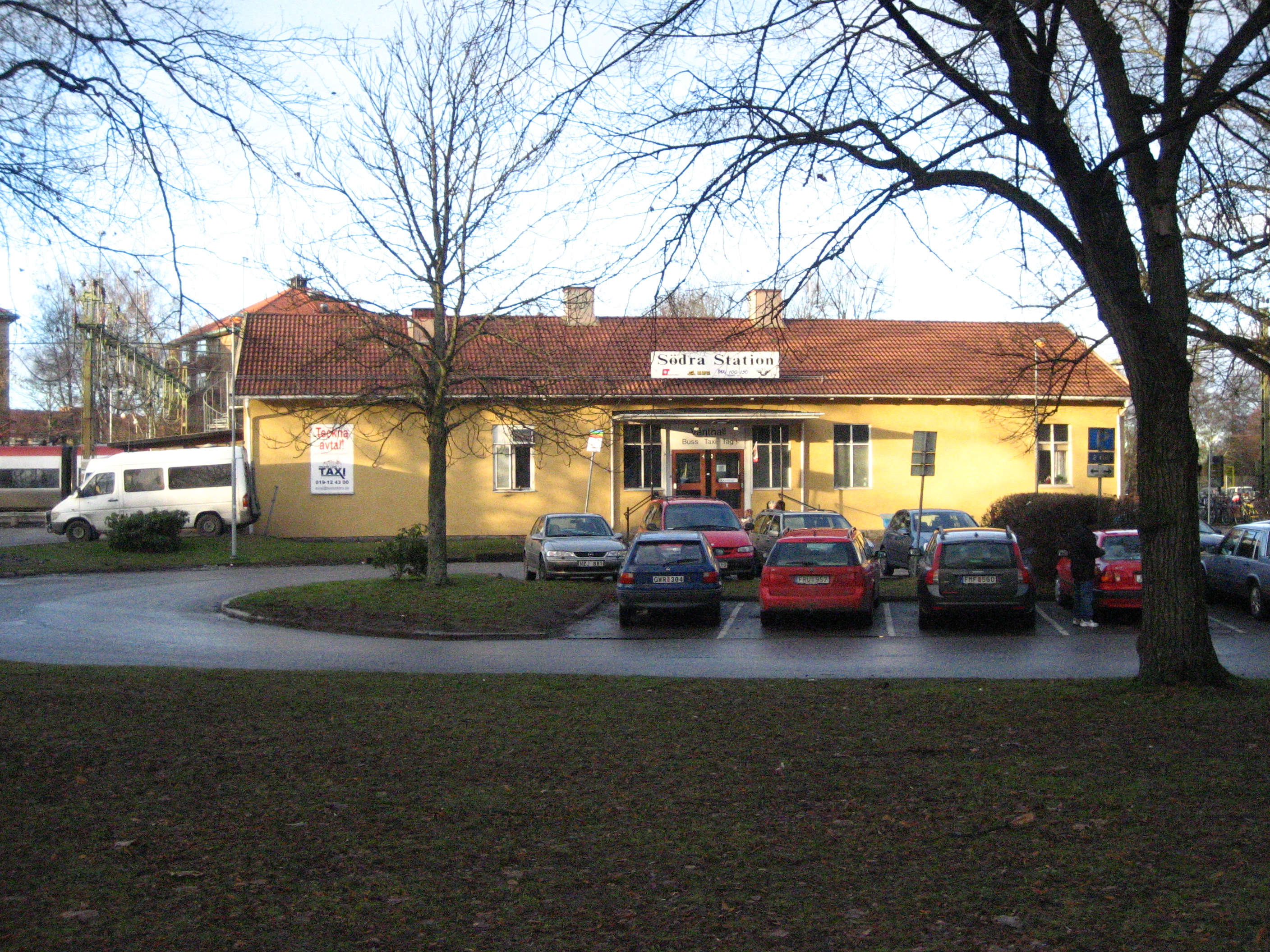
Örebro södra station år 2009
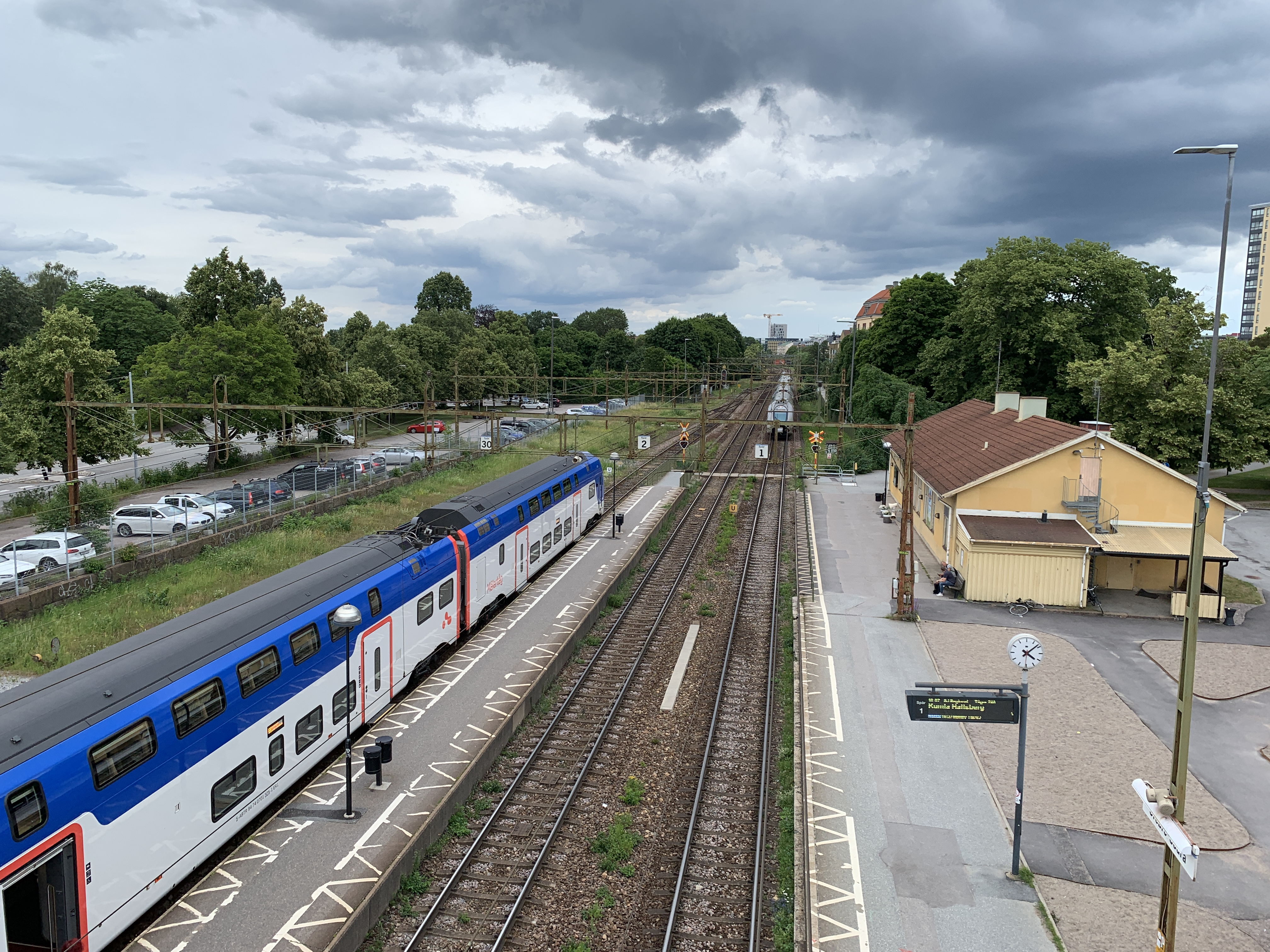
Örebro södra station år 2021